# Brahmina burmanica
Brahmina burmanica är en skalbaggsart som beskrevs av Moser 1913. Brahmina burmanica ingår i släktet Brahmina och familjen Melolonthidae. Inga underarter finns listade.